# Gulp.js
gulp.js ist eine Software, basierend auf Node.js, um verschiedene Aufgaben im Webentwicklungsprozess zu automatisieren (Build-System). So kann gulp zum Beispiel genutzt werden, um HTML, JavaScript und CSS zu verkleinern, SCSS in CSS umzuwandeln, Bilder zu optimieren und Dateien in einen „dist“-Ordner zu kopieren. Außerdem kann gulp dazu genutzt werden, um den Webbrowser automatisch zu aktualisieren oder den Webserver automatisch zu starten.

## Installation
Gulp benötigt Node.js und wird über den Node Package Manager installiert. Hierfür wird der Befehl npm install --global gulp-cli in der Shell ausgeführt.

## Funktionsweise
Um mit gulp arbeiten zu können, muss ein sogenanntes gulpfile angelegt werden. Bei dem gulpfile handelt es sich um eine JavaScript-Datei mit dem Namen „gulpfile.js“. In diesem File werden sogenannte Tasks in JavaScript definiert. Diese gulp-Tasks werden über die Shell ausgeführt. Der Befehl gulpstartet den Default-Task. Mit gulp <taskname> wird der Task mit dem jeweiligen taskname ausgeführt.
Zusätzlich gibt es eine Vielzahl an Plug-ins für gulp.

## gulpfile.js
Im ersten Schritt müssen alle benötigten Module in der gulpfile.js definiert werden.
```
// Module definieren

var
 
gulp
 
=
 
require
(
'gulp'
);

var
 
gutil
 
=
 
require
(
'gulp-util'
);

```

Im nächsten Schritt können dann die Tasks erstellt werden. Ein gulp-Task wird mittels gulp.task definiert und bekommt einen Namen für den Task als ersten Parameter und als zweiten Parameter eine Funktion.
Das folgende Beispiel zeigt die Erstellung eines gulp-Tasks. Der erste Parameter taskname ist verpflichtend und gibt den Namen vor, mit dem der Task in der Shell ausgeführt werden kann.
```
gulp
.
task
(
'taskname'
,
 
function
(){

    
// tu etwas

});

```

Alternativ kann ein Task erstellt werden, der mehrere vordefinierte Funktionen ausführt. Diese werden als zweiter Parameter mittels eines Arrays übergeben.
```
function
 
fn1
 
()
 
{

    
// tu etwas

}

function
 
fn2
 
()
 
{

    
// tu etwas anderes

}

// Task mit Array an Funktionsnamen

gulp
.
task
(
'taskname'
,[
'fn1'
,
 
'fn2'
]);

```

### Default-Task
Der Default-Task ist jener Task, der mittels Eingabe des Befehls gulp in der Shell ausgeführt wird. In diesem Fall führt der Default-Task nichts aus.
```
// gulp default task

gulp
.
task
(
'default'
,
 
[
''
]);

```

## Beispiel-Tasks

### Image-Task
Für das nachfolgende Beispiel wird das gulp-imagemin Plugin benötigt. Hierfür wird durch Ausführen des Befehles npm install --save-dev gulp-imagemin in der Shell das benötigte Plugin installiert.
Anschließend muss das Modul am Anfang der gulpfile.js definiert werden:
```
var
 
imagemin
 
=
 
require
(
'gulp-imagemin'
);

```

Der nachfolgende Image-Task führt eine Optimierung von Bildern durch. gulp.src() holt sich alle Bilder mit der Endung .png, .gif oder .jpg aus dem Verzeichnis 'images-orig/'. .pipe(imagemin()) schleußt die gefundenen Bilder durch den Optimierungsprozess durch und mit .pipe(gulp.dest()) werden die optimierten Bilder danach ins Verzeichnis 'images/' gespeichert. Ohne gulp.dest() würden die Bilder zwar optimiert, jedoch nicht abgespeichert werden. Da wir die optimierten Bilder in einen anderen Ordner speichern, bleiben uns die originalen Bilder erhalten.
```
// images task

gulp
.
task
(
'images'
,
 
function
 
()
 
{

    
gulp
.
src
(
'images-orig/*.{png,gif,jpg}'
)

        
.
pipe
(
imagemin
())

        
.
pipe
(
gulp
.
dest
(
'images/'
));

});

```

### Scripts-Task
Im folgenden Beispiel werden sämtliche JavaScript-Dateien aus dem Verzeichnis 'scripts/' mit .pipe(uglify()) optimiert und mit gulp.dest('scripts/') wieder überschrieben. Hierfür muss zuvor wieder das benötigte gulp-uglify Plugin  über npm installiert und das Modul am Anfang der gulpfile.js definiert werden.
```
// Script task

gulp
.
task
(
'scripts'
,
 
function
()
 
{

    
gulp
.
src
(
'scripts/*.js'
)

        
.
pipe
(
uglify
())

        
.
pipe
(
gulp
.
dest
(
'scripts/'
));

});

```

### Watch-Task
Der Watch-Task dient dazu, um auf Änderungen von Dateien zu reagieren. In dem nachfolgenden Beispiel werden die Tasks mit den Namen scripts und images aufgerufen, falls sich JavaScript-Dateien oder Bilder in den angegebenen Verzeichnissen ändern sollten.
```
// Rerun the task when a file changes

gulp
.
task
(
'watch'
,
 
function
 
()
 
{

    
gulp
.
watch
(
'scripts/**.js'
,
 
[
'scripts'
]);

    
gulp
.
watch
(
'images-orig/**'
,
 
[
'images'
]);

});

```

Des Weiteren besteht die Möglichkeit, eine Aktualisierung des Browserinhaltes mittels des Watch-Tasks zu bewerkstelligen. Hierfür gibt es zahlreiche Möglichkeiten und Plugins.